# Средний (ручей, впадает в Белое море)
Средний — ручей в России, протекает по территории Кестеньгского сельского поселения и Чупинского городского поселения Лоухского района Республики Карелии. Длина ручья — 23 км.
Ручей берёт начало из озера Лиэт на высоте 106,7 м над уровнем моря.
Течёт преимущественно в восточном направлении по заболоченной местности.
Ручей в общей сложности имеет три малых притока суммарной длиной 12 км.
Втекает в Кандалакшский залив Белого моря.
В среднем течении Средний пересекает трассу Р21 («Кола»). В нижнем течении — линию железной дороги Санкт-Петербург — Мурманск.
В устье ручья расположен посёлок городского типа Чупа.
Код объекта в государственном водном реестре — 02020000712102000001585.